# Sirat (Algeria)
Sirat (in arabo سيرات‎?, سيرات) è una città dell'Algeria nordoccidentale, nel Distretto di Bouguirat nella provincia omonima.